# Abdi (biblische Person)
Abdi heißen zwei oder drei biblische Personen, die im Tanach, der hebräischen Bibel, vorkommen:
- ein Levit aus dem Haus Meraris. Er war der Vater von Kischi, wahrscheinlich ein Zeitgenosse Sauls (1. Buch der Chronik 6,29).
- ein anderer Levit, ebenfalls aus dem Haus Meraris, Vater von Kisch (2. Chron 29,12).

Weil sich beide Namen und ihre Herkunft ähneln, sehen einige Bibelwörterbücher sie als dieselbe Person. Doch der Vater von Kisch war wahrscheinlich ein Zeitgenosse der Könige Jotham und Ahas, die von 777 v. Chr. bis ungefähr 746 v. Chr. regierten. Der Vater von Kischi dagegen lebte etwa 250 Jahre nach König David in den Tagen Hiskias.
- ein Sohn Elams (Esra 10,26). Er gehörte zu den Israeliten, die sich fremdländische Frauen genommen hatten, diese aber auf Esras Ermahnung hin fortschickten. Dies geschah, nachdem Esra im siebten Jahr des Königs Artaxerxes I. (Longimanus) (468 v. Chr.) nach Jerusalem zurückgekehrt war.